# Сикорски S-38
Сикорски S-38 (на английски: Sikorsky S-38) е американски двумоторен петместен самолет тип самолет-амфибия. Тази машина е първата, създадена от авиоконструктора Игор Сикорски за щатската авиокомпания „Пан Америкън еъруейс“ и за ВВС на САЩ.
Произведени са 101 самолета от този вид, в заводите на „Сикорски Еъркрафт“ в Лонг Айлънд, Ню Йорк и „Сикорски Авиейшън Ко.“, Бриджпорт, Кънектикът.
В средата на периода на производство на модела, „Сикорски Еъркрафт“ се слива с компанията „Юнайтед еъркрафт“ (сега „Юнайтед Технолоджис Корпорейшън“).